# 2ТЭ121
2ТЭ121 (2-секционый Тепловоз с Электропередачей, модель 121) — магистральный двухсекционный двенадцатиосный грузовой тепловоз с электрической передачей переменно-постоянного тока. Выпускался Луганским тепловозостроительным заводом, всего было построено 78 локомотивов (из них два последних не достроены). Эксплуатировался непродолжительное время на железных дорогах СССР, а впоследствии России и Украины.
Также в депо Челябинск Южно-Уральской ЖД должны были поступить тепловозы 2ТЭ121-077, 078, 079 и 080, но в связи с отказом Южно-Уральской ЖД от новых 2ТЭ121 проект по их изготовлению был закрыт.

## История создания

### Разработка
В 60-х годах XX века МПС обосновало и выступило инициатором заказа грузовых тепловозов с электропередачей переменно-постоянного тока секционной мощностью 4000 л. с. На основании проведённого в те годы исследования эффективности применения различных типов тепловозов на перспективу, выполненному ИТКП и ЦНИИ МПС, были сделаны выводы о целесообразности иметь в общем парке локомотивов не менее 30 % тепловозов мощностью 2942 кВт (4000 л. с.) в секции.
До этого обоснования тепловозы такого класса в СССР не создавались, за исключением отдельных проектов. Например, Ворошиловградский тепловозостроительный завод (далее ВЗОР, после распада СССР — «Лугансктепловоз») в 1964 году выполнил проект тепловоза ТГ106 4000 л. с. на секцию с дизелем Д70, специально разработанным Б. Н. Струнге для тепловозов. На Харьковском заводе транспортного машиностроения (ХЗТМ) А. А. Кирнарский в середине 60-х выполнил проект тепловоза ТЭ15 с тем же дизелем. Проект не был осуществлён в связи со свертыванием тепловозостроения на ХЗТМ.
После того, как МПС заявило о целесообразности строительства машин секционной мощностью 4000 л. с., Ворошиловградский тепловозостроительный завод за короткое время создал целый ряд проектов: 2ТЭ115 (1973), ТЭ120 с асинхронными тяговыми двигателями (1975), выпустил в 1974 году опытный тепловоз ТЭ129, а в 1976—1977 годах — партию тепловозов 142. Данные тепловозы выполнялись заводом с шестью осями в секции на базе конструкции ранее освоенных машин, в частности, ТЭ109. Подобный подход ещё в конце 60-х годов подвергался критике со стороны ЦНИИ МПС, который предлагал разработку грузовых шестиосных машин с нагрузкой на ось, повышенной в перспективе до 27-30 т. Это было связано с планами МПС укладки на путях тяжёлых рельсов Р65 и Р75.
Со стороны МПС к середине 70-х годов было рекомендовано увеличить осевую нагрузку для тепловозов мощнее 3000 л. с. до 25 тс для серийного исполнения и до 27 тс для первых опытных образцов. Также было признано целесообразным увеличить диаметр колёс тепловоза с 1050 мм до 1250 мм и использовать опорно-рамный тяговый привод вместо опорно-осевого. Это потребовало разработки новой тележки грузового локомотива, не имеющей аналогов в мировой практике.
В 1968 году МПС выдало технические требования на тепловоз мощностью 4000 л. с. с расчётом дальнейшего производства его на ВЗОР. По указанным выше причинам в 1970 году в техническом задании был указан диаметр колёс 1250 мм и осевая нагрузка 23 т, а в 1973 году МПС согласовало увеличение осевой нагрузки до 25 т в серийном исполнении и применение двухступенчатого рессорного подвешивания и опорно-рамного привода. В 1977 году МПС разработало новый типоразмерный ряд магистральных тепловозов, утверждённый в качестве государственного стандарта ГОСТ 22602-77, в котором фигурирует грузовой шестиосный тепловоз 4000 л. с. На основании требований этого стандарта и было начато производство новой серии.

### Производство
Первый образец тепловоза 2ТЭ121-001 был построен в конце 1977 — начале 1978 года и имел нагрузку от колёсных пар на рельсы 26,8 тс, что соответствовало требованиям к первому опытному образцу. По результатам его испытаний был сделан ряд предложений об изменении конструкции, и ЦНИИ МПС рассмотрело 2ТЭ121 как базовую модель перспективного тепловозного парка. С другой стороны, ко времени постройки опытного образца МПС фактически отказалось от массового использования в перспективе рельсов Р75, а рельсы Р65, требовавшиеся для эксплуатации тепловозов с осевой нагрузкой выше 25 тс, были уложены далеко не на всём полигоне применения новых тепловозов. Это обстоятельство выдвинуло более жёсткие требования к таким локомотивам по динамике и воздействию на путь. Кроме того, из-за нехватки в данный период современных путевых машин ухудшилось состояние путей тепловозного полигона. Всё это в конечном итоге требовало увеличения объёма исследований экипажной части по сравнению с первоначально планировавшимся и увеличения времени доводки тепловозов.
В период 1979 и 1980 годов была выпущена опытная серия тепловозов 002—004, у которой по сравнению с первой машиной в боковых стенах кузова было уменьшено число окон, длина кузова сокращена на метр, а полная колёсная база — на 1,1 м. За счёт уменьшения длины кузова масса каждой секции снизилась до 150 т, а осевая нагрузка — до 25 т. В результате снижения нагрузки тепловозы опытной серии, которые по условиям МПС вначале должны были обращаться только по рельсам Р65, после доводки могли работать и на рельсах Р50.
В 1983 году было выпущено ещё два тепловоза 2ТЭ121 изменённой конструкции, доработки в которую были внесены по результатам испытаний опытных машин. У новых тепловозов по сравнению с предшественниками была несколько изменена форма кабины машиниста и окон машинного отделения, внесены изменения в конструкцию тележек, доработан дизель, тяговый агрегат, тяговые электродвигатели и некоторые устройства автоматики, установлена система защиты от боксования с узлом динамического регулирования тягового генератора, применён на четверть более мощный электрический реостатный тормоз, а также улучшено устройство охлаждения.
На тепловозе 2ТЭ121-006 также был в опытном порядке установлен дизель 3Д70 Харьковского завода тяжёлого машиностроения, в связи с тем, что 1970-х годах у МПС также сложилось негативное отношение к дизелям ряда Д49 (ЧН26/26) производства Коломенского тепловозостроительного завода. В связи с недоработками этих дизелей, выявленными на тепловозах 2ТЭ116, МПС отказалось от массового перевода тепловозного парка на них и продолжило закупку локомотивов с ранее разработанными дизелями меньшей мощности. При этом выбор дизеля мощностью 2942 кВт в то время ограничивался двумя моделями: либо ряда Д49, либо ряда Д70 разработки ХЗТМ, работы над которым к концу 70-х были фактически свёрнуты, что также осложняло продвижение нового тепловоза.
Начиная с 1984 года было начато мелкосерийное производство тепловозов 2ТЭ121, аналогичных по конструкции тепловозу 005. Однако в конструкции деталей локомотивов этой партии в ходе их дальнейшей эксплуатации были выявлены серьёзные недочёты. Существуют две точки зрения на причину их возникновения. Одна из них, отражённая в основном в официальных документах МПС того времени, причиной называет «необходимость доработки отдельных узлов». Вторая, основанная на обследовании случаев отказов, а также состояния только что изготовленного тепловоза номер 011, присланного во ВНИТИ, называет основной причиной резкий рост производственного брака при изготовлении локомотива, вызванный, в частности, тем, что завод должен был существенно увеличить объём выпуска данной модели, не успев отработать технологии серийного производства, и установкой на локомотив негодных комплектующих производства других предприятий (резинокордные муфты Лисичанского завода, подшипники Бакинского завода и т. п.). Тепловоз 2ТЭ121 требовал повышения культуры производства и соблюдения технологической дисциплины при проведении деповских ремонтов, что также воспринималось неоднозначно.
Начиная с 1987 года объём производства тепловозов увеличился до полутора десятков в год, не сопровождаясь сколь-нибудь радикальными изменениями конструкции и при этом не вызывая столь резких протестов МПС, что также косвенно подтверждало наличие производственного брака в партии середины 80-х, который впоследствии был устранён. До 1992 года было выпущено 76 двухсекционных тепловозов, то есть свыше 150 секций, после чего, в связи с кризисом и распадом СССР, МПС приостановило закупки тепловозов, произведённых в других государствах. На момент прекращения поставок был уже практически достроен тепловоз 077 и кузов тепловоза 078, а также изготовлены рамы для тепловозов 079 и 080. В 1995 году все они были разрезаны на заводе-изготовителе.
Данные о производстве тепловозов 2ТЭ121 по годам:

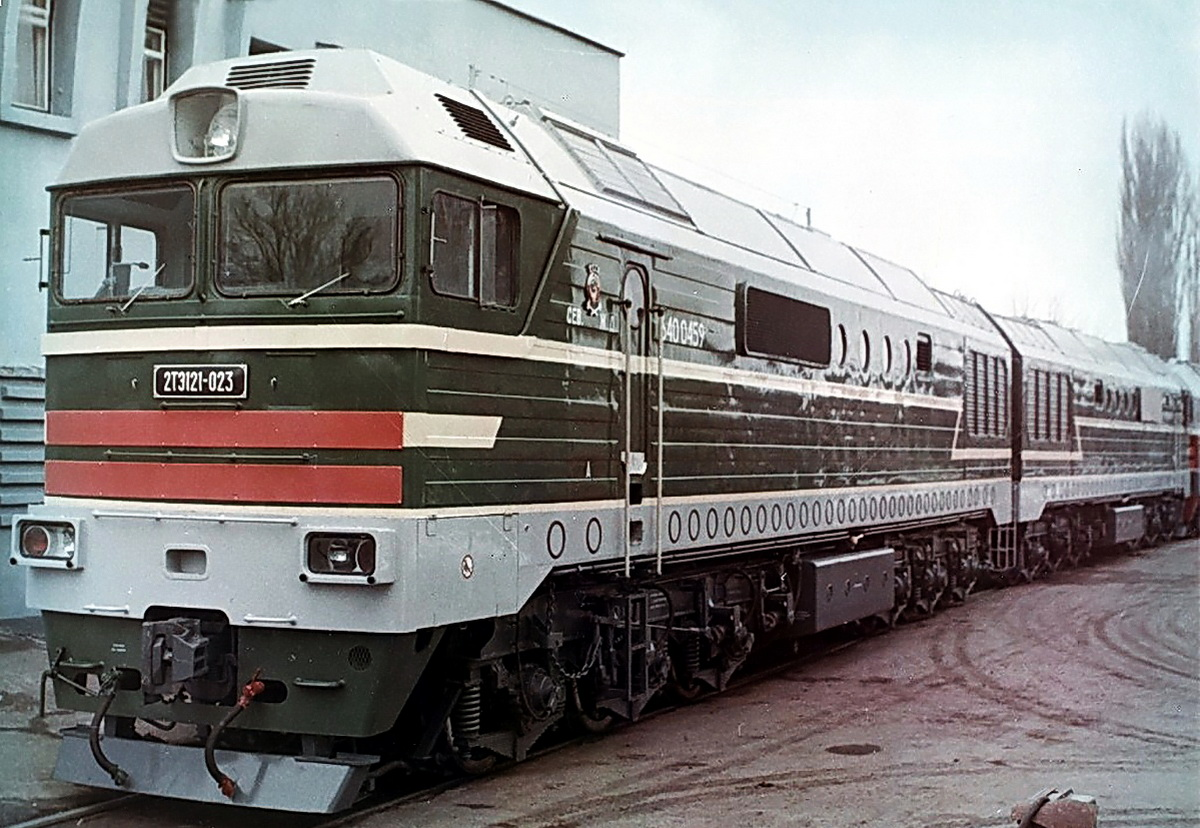
Тепловоз 2ТЭ121-023 на заводе

| Год выпуска | Количество | Номера               |
| 1977        | 1          | 001                  |
| 1979        | 1          | 002                  |
| 1980        | 2          | 003, 004             |
| 1983        | 2          | 005, 006             |
| 1984        | 2          | 007, 008             |
| 1985        | 5          | 009—013              |
| 1986        | 8          | 014—021              |
| 1987        | 7          | 022—028              |
| 1988        | 16         | 029—044              |
| 1989        | 13         | 045—057              |
| 1990        | 13         | 058—070              |
| 1991        | 5          | 071—075              |
| 1992        | 1 (3)      | 076 (+077, 078)      |
| Всего       | 76 (78)    | 001—076 (+ 077, 078) |

### Наследие

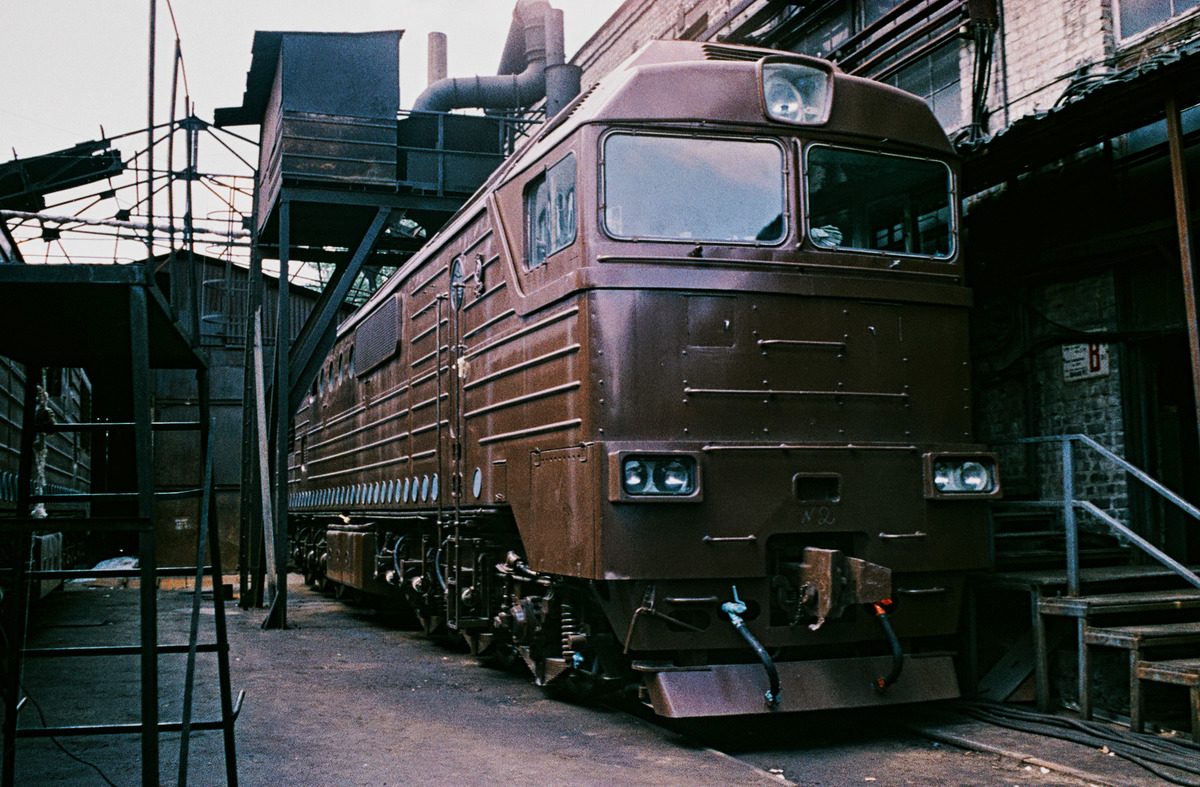
Секция тепловоза 2ТЭ137-0001, созданного на базе 2ТЭ121, на Луганском заводе

Несмотря на длительный срок доводки, тепловоз 2ТЭ121 к 1990 году обладал резервами дальнейшего развития. Сила тяги тепловоза могла быть повышена примерно на 20 % при условии повышения мощности тягового генератора и увеличении расхода воздуха на охлаждение тяговых электродвигателей, как на тепловозе ТЭ136. Создание в 90-х годах более эффективных холодильных устройств позволило бы улучшить и такой показатель 2ТЭ121, как затраты энергии на собственные нужды. Кроме того, ещё в 1990 году на его базе Луганский завод построил тепловоз 2ТЭ137 с передачей переменно-переменного тока и асинхронными тяговыми электродвигателями, с силой тяги в длительном режиме 2*40 т. и конструкционной скоростью 120 км/ч. Такие тяговые параметры были вновь реализованы в постсоветском тепловозостроении лишь более чем через 20 лет спустя на тепловозе 2ТЭ25А «Витязь», причем касательная мощность 2ТЭ137 согласно документации была на 10 % выше, чем у «Витязя».
Существуют противоположные точки зрения на целесообразность производства тепловозов 2ТЭ121. Так, специалистами кафедры «Локомотивы и локомотивное хозяйство» МИИТ в 1980-е годы утверждалось, что прирост мощности энергетической установки на 2ТЭ121 мог реализовываться не столько в силе тяги, сколько в увеличении скорости движения. Вместе с тем этот тезис не подтверждался реальной практикой вождения составов, при которой для бригады была заметна существенно меньшая склонность локомотива к боксованию при большем весе состава, чем для других тепловозов.
Впоследствии некоторые технические решения 2ТЭ121 были использованы при создании других локомотивов, например, тяговый привод электровоза ЭП1 базируется на решениях 2ТЭ121. Кроме того, за время создания этого тепловоза был накоплен большой научный задел, особенно по динамике и прочности локомотивов, который может быть полезен при создании новых конструкций. Заслуживает внимания и достигнутый на этом тепловозе уровень комфорта локомотивной бригады и плавности хода, даже на пути с состоянием, близким к неудовлетворительному.
Проект по изготовлению 2ТЭ121-077, 078, 079 и 080
14 февраля 1992 года был изготовлен тепловоз 2ТЭ121-076 и уже 15 февраля была начата сборка тепловоза 2ТЭ121-077, 16 февраля была начата сборка 2ТЭ121-078, а 20 февраля была начата сборка 2ТЭ121-079 и 080, с завода они должны были поступить в депо Челябинск Южно-Уральской ЖД, но уже 21 февраля проект по их изготовлению был закрыт в связи с отказом Южно-Уральской ЖД от новых 2ТЭ121 и с того момента производство 2ТЭ121 было прекращено.
2ТЭ121-077 был собран на 90%, полностью была готова ходовая часть, обе кабины, машинные отделения обоих секций и 68% крыш секций, полностью были окрашены кузова обоих секций  
2ТЭ121-078 был собран на 70%, полностью была готова ходовая часть, обе кабины и машинные отделения обоих секций, кузова секций были загрунтованы, но не окрашены 
2ТЭ121-079 и 080 были собраны на 7%, были готовы лишь рамы
В 1993 году они были перемещены на открытую территорию завода и утилизированы в 22 - 26 декабря 1995, а именно 2ТЭ121-077 и 079 утилизированы 22 декабря, а 2ТЭ121-078 и 080 - 26 декабря.

## Общие сведения

### Назначение
Магистральный грузовой тепловоз 2ТЭ121 общей мощностью 5884 кВт (8000 л. с.) в двух секциях предназначен для вождения грузовых поездов на железных дорогах колеи 1520 мм с усиленным верхним строением пути, рассчитанным на пропуск тяжёлых грузовых составов. По сравнению с массовым тепловозом 2ТЭ116 он является на треть более мощным и может эксплуатироваться с более тяжёлыми составами. Каждая из секций тепловоза при необходимости может эксплуатироваться как самостоятельный локомотив при обеспечении возможности оборота на конечных станциях. Конструкция тепловоза и его охлаждающие устройства обеспечивают устойчивую работу всех агрегатов и механизмов в условиях умеренного климата при температуре окружающего воздуха от −50 до +40 °C.

### Нумерация и маркировка
Тепловозы 2ТЭ121 получали трёхзначные номера по возрастанию, начиная с 001. Обозначение серии и номера тепловоза наносилось на лобовой части кабины машиниста под окнами и поясом и на боковых стенах за дверями входа в служебный тамбур и имело формат 2ТЭ121-XXX, где XXX — номер тепловоза.
На лобовой части обозначение серии и номера у первых четырёх тепловозах опытной партии наносилось белой краской крупным шрифтом, при этом у первого тепловоза надпись занимала примерно треть ширины лобовой части и располагалась чуть выше буферных фонарей, а у трёх более поздних тепловозов она стала более широкой и растянутой и стала располагаться выше под подоконным выступающим поясом. Впоследствии по аналогичной схеме была перекрашена маркировка первого тепловоза. На серийных тепловозах, начиная с 005, обозначение стало наноситься на табличке с красным фоном, аналогичной табличкам сбоку и закреплённой чуть ниже подоконного пояса по центру. Обозначение серии и номера на боковых стенах наносилось белыми буквами на табличках с красным фоном, которые крепились позади входных дверей на уровне чуть ниже окон (у первого тепловоза она размещалась под окном аппаратного помещения, впоследствии этого окна у тепловозов с номера 002 и выше не стало). Впоследствии часть красных табличек на части тепловозов была заменена на чёрные.
В пространстве между окнами кабины и входных дверей размещался герб, под которым наносилось обозначение дороги и/или депо приписки.

### Технические характеристики
Основные технические характеристики тепловозов 2ТЭ121:
| Параметр                                                                          | Параметр                                          | Значение                        | Значение                        | Значение                        |
| Параметр                                                                          | Параметр                                          | № 001                           | № 002—004                       | № 005 и выше                    |
| Осевая формула                                                                    | Осевая формула                                    | 2×(30—30)                       | 2×(30—30)                       | 2×(30—30)                       |
| Размеры                                                                           |                                                   |                                 |                                 |                                 |
| Габарит (по ГОСТ-9238-83)                                                         | Габарит (по ГОСТ-9238-83)                         | 1-Т                             | 1-Т                             | 1-Т                             |
| Габаритные размеры, мм                                                            | Длина по осям автосцепок                          | 2 × 22 000 = 44 000             | >2 × 21 000 = 42 000            | >2 × 21 000 = 42 000            |
| Габаритные размеры, мм                                                            | Ширина рамы кузова                                | 3200                            | 3200                            | 3200                            |
| Габаритные размеры, мм                                                            | Высота                                            | 5110                            | 5110                            | 5110                            |
| Габаритные размеры, мм                                                            | Высота оси автосцепок                             | 1055                            | 1055                            | 1055                            |
| Размеры ходовой части, мм                                                         | Полная колёсная база                              | 16 700                          | 15 600                          | 15 600                          |
| Размеры ходовой части, мм                                                         | Шкворневая база                                   | 13 090                          | 11 570                          | 11 570                          |
| Размеры ходовой части, мм                                                         | Колёсная база тележек                             | 4400                            | 4400                            | 4400                            |
| Размеры ходовой части, мм                                                         | Диаметр новых колёс                               | 1250                            | 1250                            | 1250                            |
| Размеры ходовой части, мм                                                         | Ширина колеи                                      | 1520                            | 1520                            | 1520                            |
| Размеры ходовой части, мм                                                         | Минимальный радиус проходимых кривых              | 125 000                         | 125 000                         | 125 000                         |
| Весовые характеристики и экипировка                                               |                                                   |                                 |                                 |                                 |
| Рабочая масса, т                                                                  | Рабочая масса, т                                  | 2 × 160,8 = 321,6               | 2 × 150 = 300                   | 2 × 150 = 300                   |
| Нагрузка от оси на рельсы, кН (тс)                                                | Нагрузка от оси на рельсы, кН (тс)                | 263±7 (26,8±0,7)                | 245±7 (25±0,7)                  | 245±7 (25±0,7)                  |
| Запас, кг                                                                         | топлива                                           | 2 × 9000 = 18 000               | 2 × 7500 = 15 000               | 2 × 7500 = 15 000               |
| Запас, кг                                                                         | воды                                              | 2 × 1100 = 2200                 | 2 × 1100 = 2200                 | 2 × 1100 = 2200                 |
| Запас, кг                                                                         | масла                                             | 2 × 1150 = 2300                 | 2 × 1280 = 2560                 | 2 × 1280 = 2560                 |
| Запас, кг                                                                         | песка                                             | 2 × 1000 = 2000                 | 2 × 1000 = 2000                 | 2 × 1000 = 2000                 |
| Тягово-энергетические характеристики                                              |                                                   |                                 |                                 |                                 |
| Мощность на секцию, кВт (л. с.)                                                   | дизельного двигателя                              | 2942 (4000)                     | 2942 (4000)                     | 2942 (4000)                     |
| Мощность на секцию, кВт (л. с.)                                                   | тягового генератора                               | 2800 (3807)                     | 2800 (3807)                     | 2800 (3807)                     |
| Мощность на секцию, кВт (л. с.)                                                   | тяговых электродвигателей                         | 6 × 409 = 2454 (6 x 556 = 3336) | 6 × 409 = 2454 (6 x 556 = 3336) | 6 × 409 = 2454 (6 x 556 = 3336) |
| Мощность на секцию, кВт (л. с.)                                                   | касательная                                       | 2212                            | 2212                            | 2212                            |
| Удельный расход топлива, г/кВт⋅ч (г/э л.с⋅ч)                                      | Удельный расход топлива, г/кВт⋅ч (г/э л.с⋅ч)      | 217,7±10,9 (160±8)              | 209,5±10,5 (154±7,7)            | 209,5±10,5 (154±7,7)            |
| Передаточное отношение редуктора                                                  | Передаточное отношение редуктора                  | 22 : 95 = 1 : 4,318             | 22 : 95 = 1 : 4,318             | 22 : 95 = 1 : 4,318             |
| Сила тяги, кН (тс)                                                                | при трогании с места                              | 2 × 432,6 (2 × 41,1)            | 2 × 432,6 (2 × 41,1)            | 2 × 432,6 (2 × 41,1)            |
| Сила тяги, кН (тс)                                                                | в длительном режиме                               | 2 × 294,3 (2 × 30)              | 2 × 294,3 (2 × 30)              | 2 × 294,3 (2 × 30)              |
| Сила тяги, кН (тс)                                                                | при конструкционной скорости                      | 2 × 78,5 (2 × 8,0)              | 2 × 78,5 (2 × 8,0)              | 2 × 78,5 (2 × 8,0)              |
| Скорость, км/ч                                                                    | выхода на авторежим                               | 26,6                            | 26,6                            | 26,6                            |
| Скорость, км/ч                                                                    | в длительном режиме                               | 27,0                            | 27,0                            | 27,0                            |
| Скорость, км/ч                                                                    | перехода на 1 ступень ослабления возбуждения      | 45,0                            | 45,0                            | 45,0                            |
| Скорость, км/ч                                                                    | возврата с 1 ступени ослабления возбуждения       | 42,0                            | 42,0                            | 42,0                            |
| Скорость, км/ч                                                                    | перехода с 1 на 2 ступень ослабления возбуждения  | 57,0                            | 57,0                            | 57,0                            |
| Скорость, км/ч                                                                    | возврата со 2 на 1 ступень ослабления возбуждения | 53,0                            | 53,0                            | 53,0                            |
| Скорость, км/ч                                                                    | конструкционная                                   | 100                             | 100                             | 100                             |
| Мощность тормозных реостатов, кВт (л. с.)                                         | Мощность тормозных реостатов, кВт (л. с.)         | 2 × 3200 = 6400                 | 2 × 3200 = 6400                 | 2 × 4000 = 8000                 |
| Длина тормозного пути одиночного тепловоза со скорости 100 км/ч при торможении, м | краном вспомогательного тормоза                   | 800                             | 800                             | 800                             |
| Длина тормозного пути одиночного тепловоза со скорости 100 км/ч при торможении, м | автоматическим тормозом                           | 1000                            | 1000                            | 1000                            |

## Конструкция серийного варианта

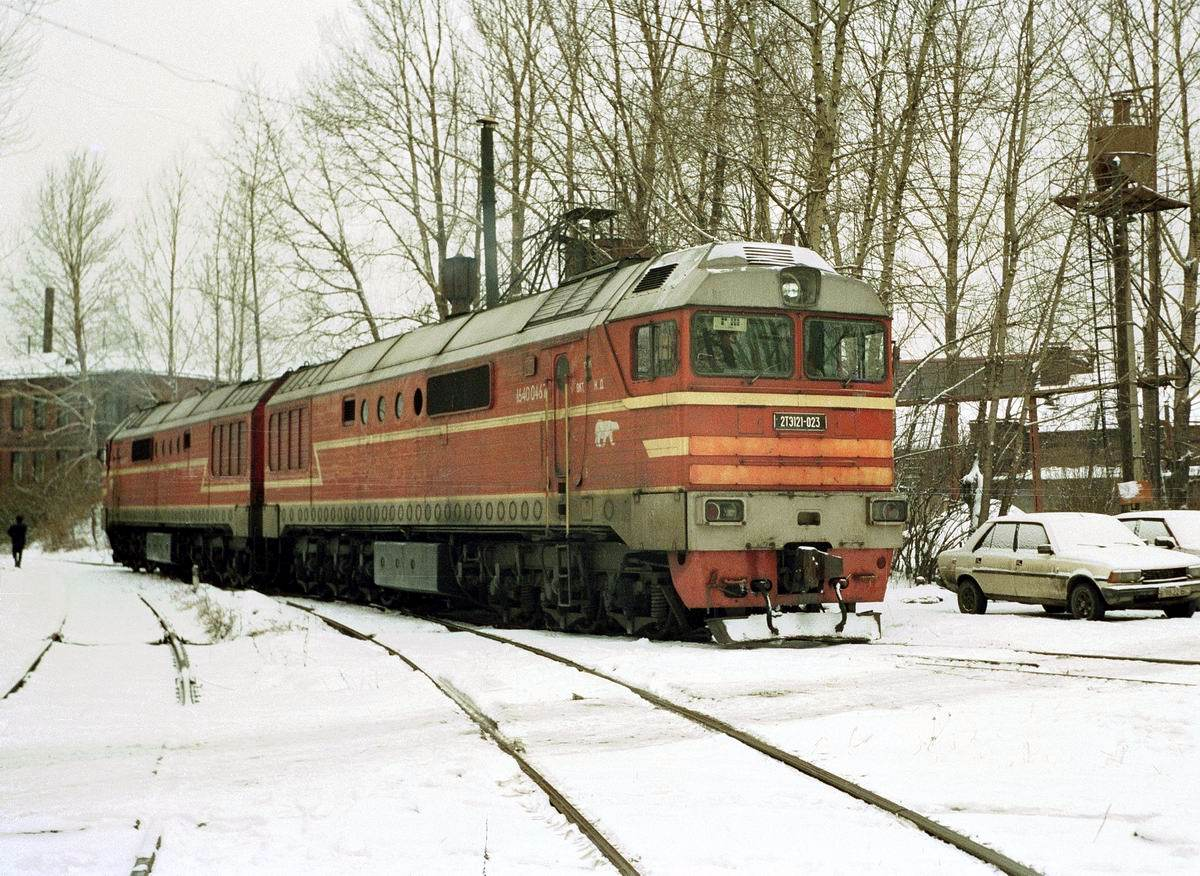
Тепловоз 2ТЭ121-023, перекрашенный в красный цвет, на территории депо Санкт-Петербург Варшавский

Тепловоз состоит из двух одинаковых однокабинных секций, соединённых автоматической сцепкой с межсекционным переходом, позволяя локомотивной бригаде переходить между ними.

### Кузов
Кузов тепловоза — цельнонесущий, выполнен из низколегированной стали, блочные крыши из алюминиевого проката — съёмные и служат для удобства монтажа и демонтажа узлов вспомогательного оборудования. В силовую конструкцию кузова включены также воздуховоды от установки централизованного воздухоснабжения к машинам и аппаратам. Снизу к раме кузова крепится съёмный топливный бак. По концам рамы размещены четыре ниши для аккумуляторных батарей.
В передней части секции тепловоза приварен мощный торцевой обтекатель, предохраняющий кабину-капсулу от повреждений и обеспечивающий безопасность локомотивной бригады. Внутренние полости обтекателя используются как бункеры песочниц.

### Тележки
Кузов тепловоза опирается на две трёхосные тележки, имеющие сбалансированное рессорное подвешивание, опорно-рамную подвеску тяговых электродвигателей и опорно-осевую подвеску тяговых редукторов. Конструкция рессорного подвешивания основана на варианте, первоначально предложенном ВНИТИ для модернизации электровоза ВЛ60, в качестве упругих элементов использованы листовые рессоры и спиральные пружины, при этом листовые рессоры используются в качестве балансиров. Суммарный прогиб рессорного подвешивания 150 мм, свободные осевые разбеги колесных пар в буксах 2-14-2 мм.
Тяговый электродвигатель выполнен специально для опорно-рамной подвески с полым валом и передачей вращающего момента на привод колёсной пары через торсион, проходящий внутри полого вала электродвигателя, диафрагменную резинокордную и зубчатую муфты. Резинокордная муфта разработки ВНИТИ. Тележка оборудована тормозными цилиндрами с автоматической регулировкой выхода штока и рычажной передачей двухстороннего действия.
На первой и шестой колёсных парах установлены форсунки гребнесмазывателя. Система регулирования температуры автоматически поддерживает заданную температуру охлаждающей воды и масла дизеля, обеспечивая заданный оптимальный режим работы охлаждающего устройства тепловоза, конструкция которого предусматривает возможность рециркуляции нагретого воздуха в холодное время года с целью подогрева радиаторных секций и дизельного помещения. Два мотор-вентилятора с поворотными лопастями с пневматическим приводом обеспечивают плавное регулирование температур теплоносителей во всём диапазоне температур окружающего воздуха.

### Интерьер

#### Кабина машиниста

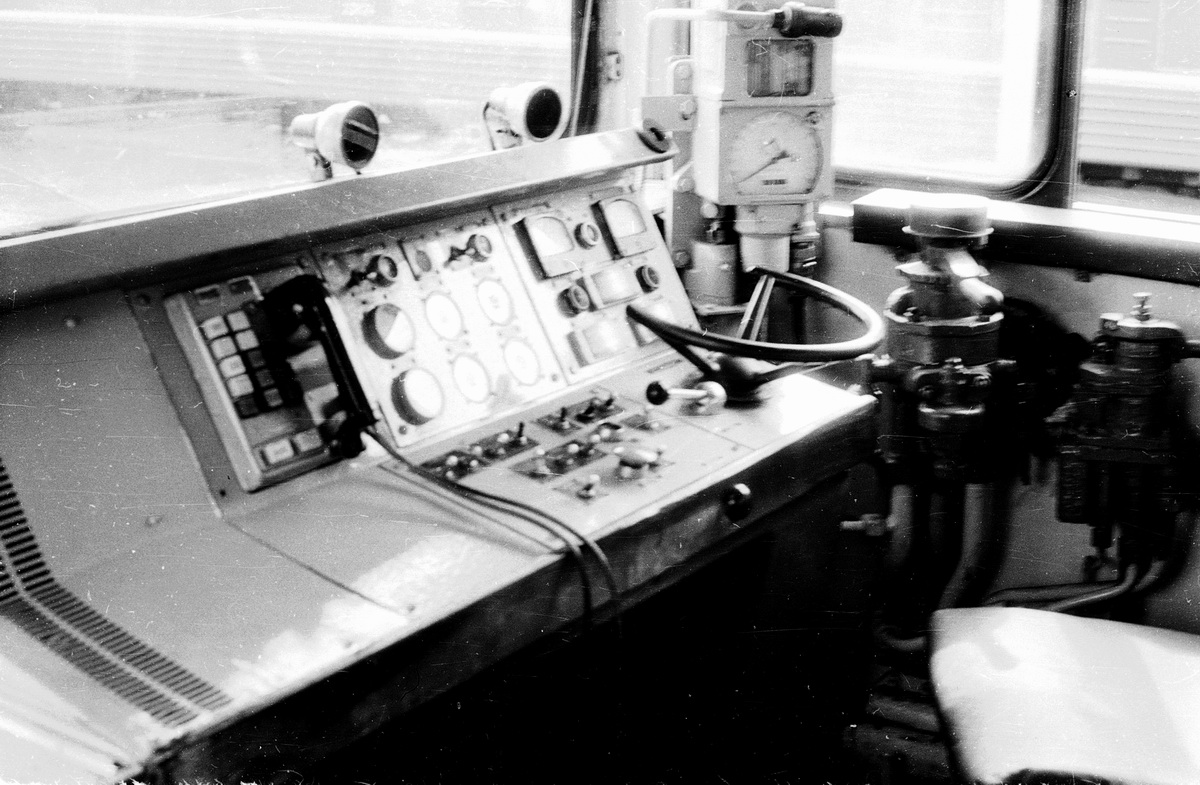
Пульт управления тепловоза 2ТЭ121-026

Кабина машиниста тепловоза 2ТЭ121 является одной из наиболее просторных и удобных кабин локомотивов, эксплуатировавшихся когда-либо на советских/российских ж.д. Помещение для локомотивной бригады подвешено на амортизаторах, обеспечивающих усиленную защиту от шума и вибраций. Имеются кондиционер, электроплитка, холодильник и обогреваемые в холодное время подлокотники боковых окон, обмыв передних стёкол.
Пульт управления позволяет управлять тепловозом сидя и стоя. Органы управления, необходимые для ведения поезда, расположены на пульте в зоне удобного пользования и сгруппированы по функциональному назначению.

### Силовое оборудование
В дизельном помещении расположены силовая установка, состоящая из четырёхтактного дизеля 2В-9ДГ (16ЧН26/26) и тягового агрегата А-1714АУХЛ2, осевой вентилятор централизованного воздухоснабжения, воздушный компрессор, стартёр-генератор, редукторы, воздухоочистители дизеля и электрических машин и другое оборудование.
Однокорпусный тяговый агрегат состоит из тягового и вспомогательного синхронных генераторов и смонтированной на корпусе агрегата выпрямительной установки.
Электродинамический тормоз автоматически поддерживает заданную скорость на спусках и уменьшает износ тормозного оборудования.

### Пневматическое оборудование
Сжатый воздух, нагнетаемый в главные резервуары компрессорами, используется для обеспечения работы тормозов на локомотиве и в поезде, обеспечения работы пневмоконтакторов, привода реверсоров, подачи звуковых сигналов свистком (тихий) и тифоном (громкий), работы пневмопривода стеклоочистителей. Блочная система осушения сжатого воздуха исключает конденсацию водяных паров пневматической системы и не допускает попадания влаги и масла в тормозную магистраль и приборы.

### Системы охлаждения и пожаротушения
Вентилятор централизованного воздухоснабжения обеспечивает охлаждение и вентиляцию тягового агрегата, выпрямительных установок, тяговых электродвигателей, блока автоматики, аккумуляторных отсеков и состоит из осевого вентилятора с направляющим и спрямляющим лопаточными аппаратами, привод которого осуществляется от дизель-агрегата через упругую резинокордную муфту, и повышающего конического редуктора, смонтированного в одном блоке с вентилятором.
Охлаждающий воздух системы очищается в фильтрах кассетного типа, расположенных в крыше кузова.
Тепловоз оборудован системами пенного и газового пожаротушения, по желанию заказчика может быть смонтирована система порошкового пожаротушения.

## Эксплуатация
Первый тепловоз серии в 1978 году прошёл путевые и динамические испытания на участке Майкоп — Белореченская Северо-Кавказской железной дороги, которые были проведены ВНИИЖТ совместно с ВНИТИ и заводом-изготовителем при движении с низким запасом топлива и песка (осевая нагрузка составляла 26 тс вместо 26,8 тс) со скоростью до 120 км/ч. После завершения испытаний он поступил на Донецкую железную дорогу в опытную эксплуатацию в депо Родаково.

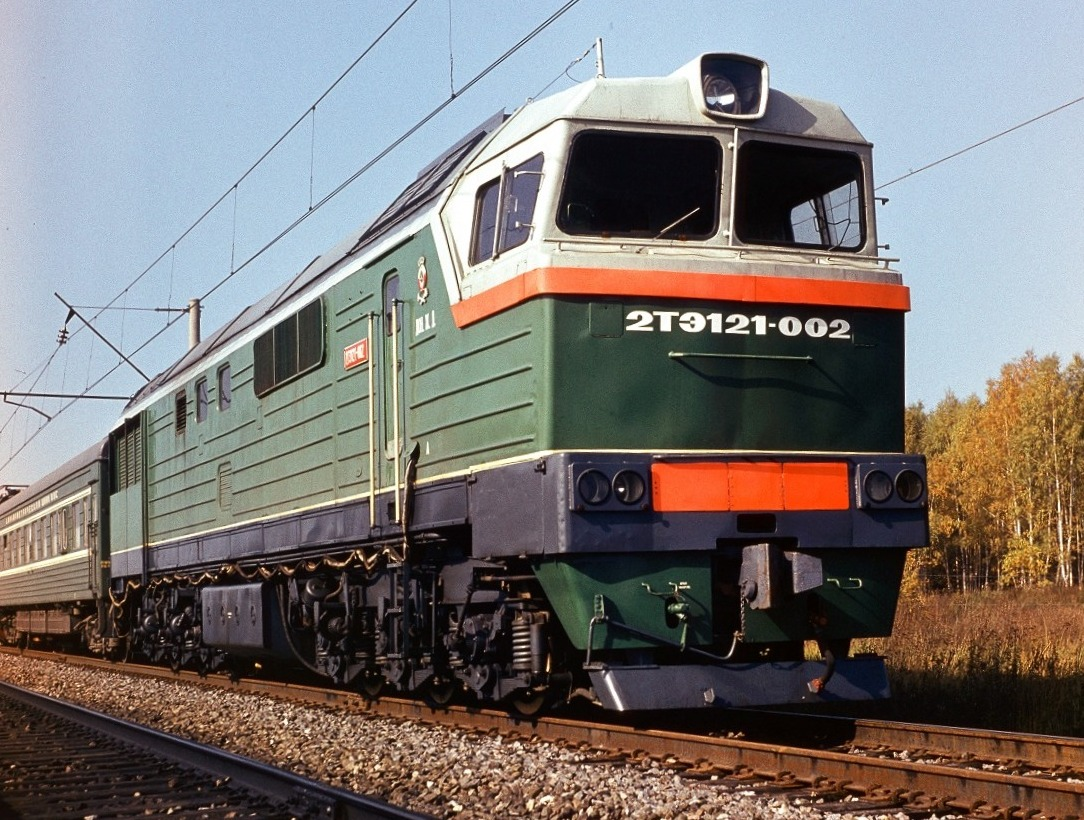
Секция тепловоза 2ТЭ121-002 с вагоном на испытаниях на экспериментальном кольце ВНИИЖТ

Второй тепловоз вскоре после выпуска в 1980 году был отправлен на кольцо ВНИИЖТ в Щербинку (Московская область), где до 1984 года проходил продолжительный цикл испытаний, а затем также поступил на Донецкую железную дорогу в депо Красный Лиман, где проработал до 1991 года. Третий и четвёртый изначально также поступили в это депо в 1980 году сразу после постройки, но вскоре они были направлены на разносторонние испытания в Московский регион. В частности, тепловоз 003 постоянно использовался во ВНИТИ (г. Коломна) для испытаний различных вариантов ходовой части. Все четыре локомотива опытной серии проработали с поездами непродолжительное время, и уже в 1985 году три из них, кроме 002, были списаны из инвентарного парка МПС. После этого тепловоз 004 был передан на Октябрьскую железную дорогу в ОПМС Решетниково, где водил хозяйственные поезда.
Первые образцы серийных тепловозов 005 (с серийным двигателем 5Д49) и 006 (с двигателем 3Д70) вскоре после выпуска также были направлены на испытания — тепловоз 005 проходил испытания на кольце ВНИИЖТа в Московском регионе, а 006 был направлен в депо Основа Южной железной дороги. В дальнейшем тепловозы этой серии c 007 по 030, а также 045 и 047 были направлены для эксплуатации в депо Печора Северной железной дороги, а оставшиеся — в депо Попасная Донецкой железной дороги. При этом тепловоз 011 также продолжительное проходил испытания в Коломне во ВНИТИ. В 1986 году тепловоз 016 демонстрировался на территории депо экспреиментального кольца ВНИИЖТ в ходе выставки «Железнодорожный транспорт — 86».
В ходе эксплуатации тепловозы показали, в частности, следующие преимущества:
- снижение расхода топлива на 8-10 % по сравнению с 2ТЭ10В;
- увеличение веса состава и возможности нагонять отставание от графика;
- меньшую склонность тепловозов 2ТЭ121 к боксованию по сравнению с 2ТЭ10В и 2ТЭ116;
- значительное улучшение комфорта локомотивной бригады по сравнению с другими локомотивами;
- уменьшение износа тяговой передачи по сравнению с другими тепловозами.

В то же время вскоре после начала эксплуатации в депо Печора первых серийных тепловозов 2ТЭ121 резко увеличилось число отказов их оборудования, в результате чего они начали простаивать на неплановых ремонтах. Документальные сведения о неполадках в работе тепловозов 2ТЭ121 середины 80-х противоречивы. Так, в протоколе о ходе проведения межведомственных испытаний тепловозов заместитель начальника Северной железной дороги В. В. Леонов указывал, что на декабрь 1986 года в депо Печора были приписаны 14 тепловозов 2ТЭ121, три из которых находились на неплановом ремонте во ВНИТИ и на заводе. В то же время известно, что во ВНИТИ в этот период находились два тепловоза 2ТЭ121: номер 003, используемый для чисто исследовательских целей, и номер 011, который готовили для испытаний на участках Голутвин — Озёры и Воркута — Сосногорск; ни то, ни другое к неплановым ремонтам не относится. Тем не менее, в протоколе сделали вывод: «считать нецелесообразным дальнейший выпуск тепловозов 2ТЭ121 в существующем конструктивном исполнении», что было утверждено межведомственной комиссией 1987 году.

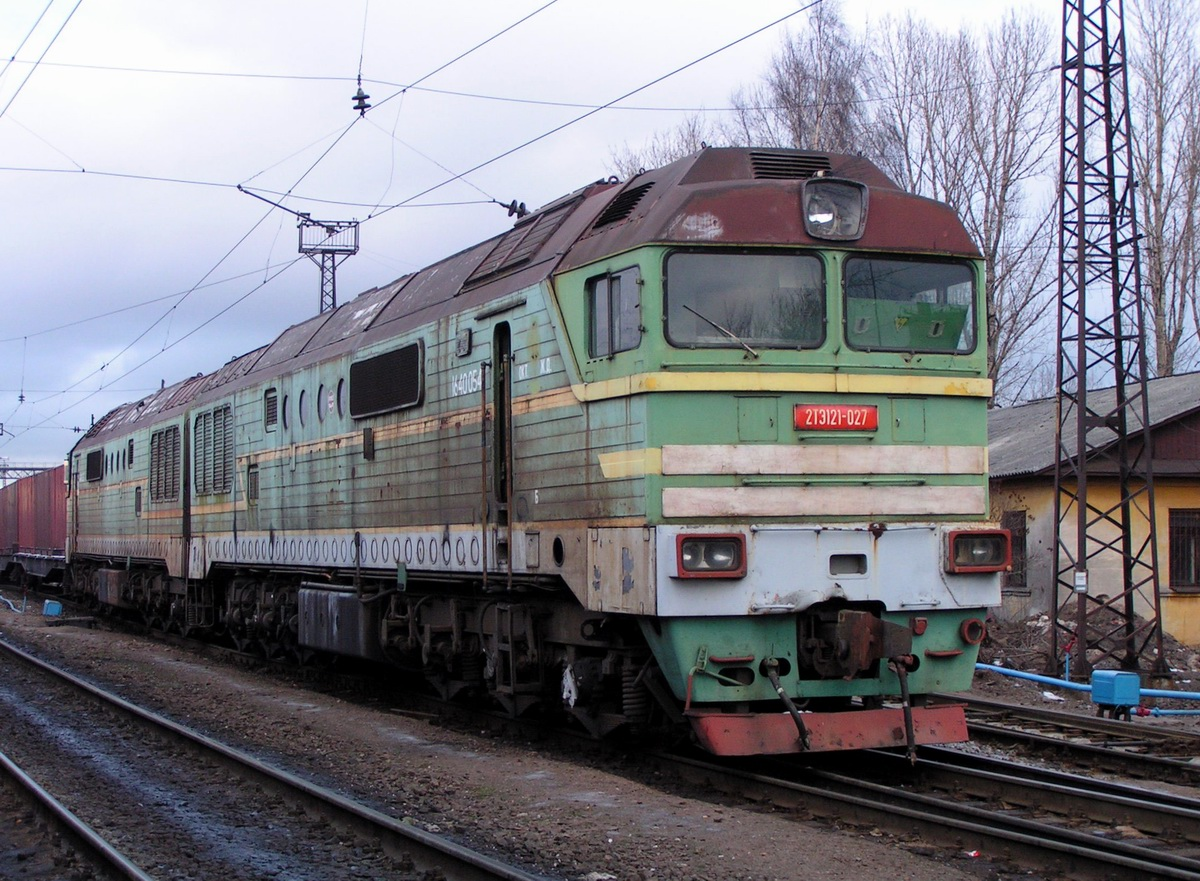
Тепловоз 2ТЭ121-027 с грузовым поездом на станции Санкт-Петербург Сортировочный Витебский в 2005 году

К началу 1990-х годов эксплуатацию осложняли чисто организационные трудности: например, плановый ремонт ТР-3 проводился на «Лугансктепловозе», где скапливалось до трети машин. Таким образом, несмотря на неофициальные положительные отзывы локомотивных бригад, в основном из-за незавершённости системы обслуживания локомотивов этой серии в МПС, невыгодности поставок малых объёмов запасной комплектации и сложности организации ремонта, а также экономического кризиса на фоне распада СССР и отделения Украины, на территории которой расположен Луганский завод, большая часть относительно новых тепловозов 2ТЭ121 была исключена из инвентаря и вскоре порезана. В России в конце 1980-х и в первой половине 1990-х годов все тепловозы из депо Печора были выведены из эксплуатации, при этом часть из них была списана, другую же часть отправили с Северной железной дороги на Октябрьскую и Донецкую на Украине. На последней в депо Попасная было приписано большинство локомотивов серии, но несмотря на близкое расположение завода, тепловозы 2ТЭ121 в Украине оказались невостребованными, и в 1994 и начале 1995 года все они были массово списаны и порезаны на территории депо.
На Октябрьской дороге тепловозы поступили в депо Санкт-Петербург-Варшавский, механизированную колонну на станции Семрино и путевые машинные станции Решетниково и Горы для работы в составе хозяйственных поездов. Многие из тепловозов Октябрьской дороги были размещены на базах запаса, а некоторые порезаны. В начале 2000-х годов оставшиеся тепловозы были переданы в депо Дно для ускоренного вождения грузовых поездов на участке Дно — Новосокольники. Здесь они проработали до конца 2000-х годов и хорошо зарекомендовали себя, но из-за дефицита запасных частей уникальной конструкции и сложностей с их поставками из Украины начали выводиться из эксплуатации по мере наступления сроков планового ремонта. Большая часть локомотивов была списана в 2009—2010 годах, а в 2013 году был списан последний тепловоз 2ТЭ121-047, который до этого уже простаивал некоторое время.

## Сохранённые тепловозы
Большинство тепловозов 2ТЭ121 были порезаны в депо приписки вскоре после списания, однако некоторые машины некоторое время сохранялись в заброшенном состоянии на Октябрьской железной дороге. Из них два тепловоза впоследствии были сохранены для истории. Кроме того, сохранилась одна секция самого первого тепловоза 2ТЭ121-001 повышенной длины и массы. Фрагменты кузовов некоторых машин серии также сохранились в виде гаражей или сараев.
По состоянию на 2020-е годы сохранились следующие тепловозы серии:
- 2ТЭ121-001 (секция А) — расположен на площадке дорожно-технической школы при станции Лиман, куда был выставлен в качестве тренажёра ещё в конце 1980-х годов, секция Б была порезана;
- 2ТЭ121-026 — на площадке Музея железных дорог России в Санкт-Петербурге возле Балтийского вокзала (изначально с 2010 до 2016 года локомотив находился на путях Варшавского вокзала и затем переведён на новую площадку вместе с остальным подвижным составом музея);
- 2ТЭ121-047 — на базе запаса Центрального музея железнодорожного транспорта на станции Лебяжье с 2013 года, находится в частично проржавевшем состоянии.

### Комментарии
1. 1 2 3 4  Тепловозы 077 и 078 не достроены